# Polymixis ruforadiata
Polymixis ruforadiata là một loài bướm đêm trong họ Noctuidae.